# Igliczna-Hütte

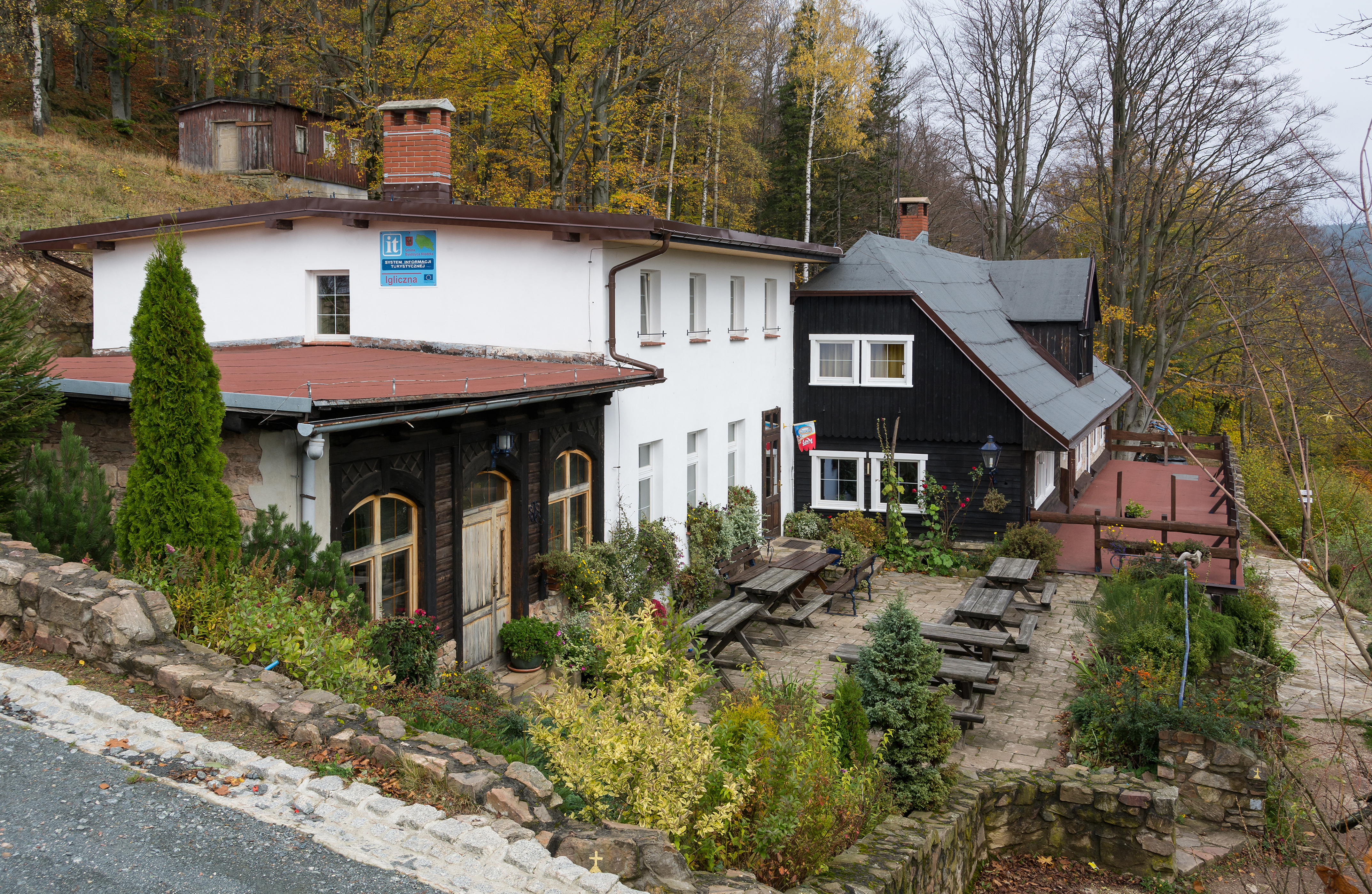
Im Sommer

Die Igliczna-Hütte (polnisch Schronisko „Na Iglicznej“) ist eine privat betriebene Schutzhütte. Sie liegt auf einer Höhe von 820 m n.p.m. in Polen im Glatzer Schneegebirge, einem Gebirgszug der Sudeten, auf der Igliczna (deutsch: Spitziger Berg).

## Geschichte
Die Hütte wurde 1888 im sogenannten Tiroler Stil errichtet. Sie wird privat betrieben. 

## Zugänge
Die Hütte ist über mehrere markierte Wanderwege und mit dem Pkw erreichbar.

## Touren

### Gipfel
- Glatzer Schneeberg (1425 m)